# R.O.D
R.O.D（アール・オー・ディー）は、R.O.D -READ OR DIE-として制作されたメディアミックスシリーズの総称。

## 概要
本を愛し、紙を自在に操って闘う紙使いの活躍を描く「文系アクション」。小説、アニメ脚本、漫画原作等はすべて倉田英之が執筆している。キャラクターデザインは羽音たらく。
タイトルの英語 Read or dieは直訳すると「読むか死ぬか」、すなわち「読め！さもなくば死ね！」「読まずに死ねるか!」という意味。
原作である小説版、基本的な設定はほぼ小説に基づくが展開が異なるOVA版およびその続編のTVアニメ版、それぞれ小説とTVアニメを基にした二つのコミック版がある。
2012年から、オリジナルストーリーの第3のコミックス版が『スーパーダッシュ&ゴー』で連載開始。読魅子（よみこ）という新たなキャラクターが活躍する。

## 小説版
正式タイトルは『R.O.D READ OR DIE YOMIKO READMAN "THE PAPER"』。倉田英之著、 集英社スーパーダッシュ文庫刊。第1巻は2000年7月20日発行、2016年8月現在12巻までが出版されている。以下に解説されている他メディアの全シリーズに対する原作作品。
読子・リードマンは自宅ビルを本で埋め尽くし「神保町のヌシ」と呼ばれるほどの無類の本好き（ビブリオマニア）。そして実は「紙使い」の能力を持ち、大英図書館特殊工作部に所属するエージェント「ザ・ペーパー」である。任務のない時は非常勤教師として勤務する彼女が赴任した高校には偶然、読子も大ファンの美少女高校生作家菫川ねねねが在籍していた。
ファンとしてねねねにサインをねだる読子だが、ねねねはファンをファンとも思わぬすげない返事しか返さない。それもそのはず、ねねねはファン心理が常軌を逸してストーカーとなった者から執拗で偏執的なアプローチを受け、それに悩まされ続けていた。そしてストーカーはねねねの誘拐という行動に出る。
ファンとして、本好きとして、ストーカーの行動を許せない読子は、大立ち回りの末にねねねを助ける。しかし今度はねねねが読子に興味を持つ事に。ねねねは自ら読子の裏の顔とそれにまつわる騒動に巻き込まれていく。

## アニメ版

### R.O.D -READ OR DIE-
2001年 - 2002年にかけて発売されたOVA作品（全3巻）。「ザ･ペーパー」読子・リードマンと、突如街に現れた偉人と呼ばれる異能者たちとの壮絶な死闘を描く。ねねねは登場しないが、彼女が読子と親しい人物として存在している描写はある。今作の設定の多くは、そのままTVアニメ版に引き継がれている。

### R.O.D -THE TV-
2003年9月 - 2004年3月にフジテレビ系列で放映されたTVアニメシリーズ（全26話）。OVA版の5年後の設定であり、直接の続編。主人公はミシェール、マギー、アニタの紙使い三姉妹で、彼女らとねねねの出会いから物語は始まる。読子は後半から登場。

## CDドラマ

### R.O.D ドラマCD
2001年12月19日、SME・ビジュアルワークスから発売されたOVA版R.O.Dの番外編ドラマCD。3話構成で間に挿入歌が2曲入っている。第1話と第2話は、菫川ねねねがメイン、第3話はウェンディ・イアハートがメインになっている。TVアニメ制作前の作品であり、ねねね役の声優はTVアニメ版とは異なっている。
- 原作・脚本：倉田英之
- 読子・リードマン（声優：三浦理恵子）
- 菫川ねねね （声優：水野愛日）
- ジョーカー （声優：郷田ほづみ）
- ウェンディ・イアハート （声優：鮭延未可）

### R.O.D -THE CD-
2004年7月22日、アニプレックスより発売されたR.O.D -THE TV-の番外編ドラマCD。副題は「僕の中学校は戦場だった」。TV版最終話直後、アニタが通う西浜中学校に起こった出来事をコメディ・タッチで描いている。読子とドレイク以外のTV版の主要キャラクターはほとんどすべて登場する。
- 脚本：倉田英之
- 監督：舛成孝二
- アニタ・キング（声優：斎藤千和）
- マギー・ムイ（声優：平田宏美）
- ミシェール・チャン（声優：菊地祥子）
- 菫川ねねね （声優：雪野五月）
- ジュニア（声優：斎賀みつき）
- 菱石久美（声優：川田妙子）
- 岡原徹（声優：高木礼子）
- 岩田千穂（声優：島涼香）
- 重乃灯子（声優：野中藍）
- 西園なつめ（声優：田村ゆかり）
- ナンシー・幕張（声優：根谷美智子）
- 北山竜二（声優：千葉一伸）
- ウェンディ・イアハート （声優：鮭延未可）
- ジョーカー （声優：郷田ほづみ）

## コミック版

### R.O.D -READ OR DIE-
読子・リードマンを主人公にした、小説版R.O.Dをベースにした漫画。全4巻。第一巻の読子とねねねが初めて出会う事件のエピソードはほぼ小説と同じであるが、その後のストーリーは異なる。読子がドニーに扮したリドリー・ウォンと性交渉を行なうことになったり、一時的とはいえ本が嫌いになったりと、陵辱の限りを尽くされていたりもする。またカバー裏は『週刊少年ジャンプ』のヒット作品のパロディになっており毎回、各方面に了承をとって行われている。
- 集英社 ヤングジャンプ・コミックス・ウルトラ
- 原作：倉田英之
- 作画：山田秋太郎

### R.O.D -READ OR DREAM-
紙姉妹探偵社のミシェール、マギー、アニタの三姉妹を主人公にした-THE TV-の外伝的作品。全4巻。-THE TV-の登場人物たちが登場するが、設定はTVアニメとは大きく異なる（菫川ねねねが登場せず、菱石久美が「天才女子中学生作家」としてそのポジションに就いていることなど）。
- 集英社 ヤングジャンプ・コミックス・ウルトラ
- 掲載誌 ウルトラジャンプ
- 原作 倉田英之
- 作画 綾永らん

### R.O.D -REHABILITATION-
原作者/倉田英之による正式なストーリーで、位置づけとしては外伝にあたり近未来が舞台。前作までと打って変わってダークサイドのヒロインだが、シリーズ中一貫して共通している性質は変わらず“愛書狂（ビブリオマニア）”であり、『本を殺すのは　私だ』と手段を選ばない。“愛書都市（ビブリオポリス）”が話の中核となる。電子媒体の普及が進み、紙の本の死が宣言されたことにより愛書狂たちが作り上げた人工都市にてアクションが繰り広げられる。
- 集英社 スーパーダッシュ&ゴー
- 原作：倉田英之
- 作画：藤ちょこ